# لزلی ایستربروک
لزلی ایستربروک (انگلیسی: Leslie Easterbrook؛ زادهٔ ۲۹ ژوئیهٔ ۱۹۴۹) یک هنرپیشه تئاتر و سینما اهل ایالات متحده آمریکا است. وی از سال ۱۹۸۰ میلادی تاکنون مشغول فعالیت بوده‌است.
از فیلم‌ها یا برنامه‌های تلویزیونی که وی در آن نقش داشته است می‌توان به استراحتگاه خصوصی، دانشکده پلیس، دانشکده پلیس ۳ و دانشکده پلیس ۴ اشاره کرد.